# Cleveland Stokers
Cleveland Stokers was een Amerikaanse voetbalclub uit Cleveland, Ohio.

## Geschiedenis
In 1967 werd de United Soccer Association (USA) opgericht, een nieuwe voetbalbond die een professionele competitie organiseerde. De USA wilde de competitie starten in 1968, maar nadat nog een andere bond, NPSL, ontstond die al in 1967 een competitie organiseerde startte ook de USA in 1967 met een competitie. Omdat de bond geen spelers had werd besloten om teams te importeren van competities uit Europa en Zuid-Amerika, die net afgelopen waren en dus een zomercompetitie konden spelen in de Verenigde Staten. Stoke City, een Engelse voetbalclub, kwam naar Cleveland.
In december 1967 verenigde de USA zich met de NPSL en werd zo de North American Soccer League, die tot 1984 bestond. Dit keer waren het echter niet de spelers van Stoke City die voor de club voetbalden. Na één seizoen daar werd de club ontbonden.

## Seizoen per seizoen
| Jaar | League | W  | V | G  | Ptn | Reg. Seizoen          | Playoffs                       |       |
| ---- | ------ | -- | - | -- | --- | --------------------- | ------------------------------ | ----- |
| 1967 | USA    | 5  | 3 | 4  | 14  | 2de, Eastern Division | Niet gekwalificeerd            | 6.567 |
| 1968 | NASL   | 14 | 7 | 11 | 175 | 1ste, Lakes Division  | Verloor play-off van (Atlanta) | 4.305 |